# A Maja Vestida
A Maja Vestida é uma das obras mais conhecidas do pintor espanhol Francisco de Goya. Ela é feita em  óleo sobre tela. Mede 95 cm de altura e 188 centímetros de largura. Foi pintada entre 1802 e 1805. A pintura está localizada no Museu do Prado, em Madrid na Espanha, desde 1901, depois de um longo período na Real Academia de San Fernando.

## História
Originalmente, esta pintura e sua "irmã", A maja nua, foram chamados de "Roma" e não "Majas". Então apareceram no inventário dos bens de Manuel Godoy, que foi o primeiro proprietário. Supõe-se que uma ao lado da outra, nua e vestida, foram colocadas para surpreender o público cortês.